# 換気設備
換気設備（かんきせつび）は、特定の空間の空気を入れ替えるための設備。給気設備と排気設備から構成される。
一般的に汚染空気は加熱され比重が小さくなるため、排気設備を給気設備より上部に配置すると効率の良い換気が可能である。
換気設備は、建築基準法によって、原則として全ての建築物での設置が義務付けられている。

## 換気設備
- 煙突
- 窓
- 送風機
- 換気扇
- ベンチレーター
- ダクト
- 欄間

## 付帯設備
付帯設備として次のようなものが設置される。
- エアフィルタ・空気清浄器 : 供給する空気を浄化する。
- 熱交換器 : 換気による空調負荷を軽減する。
- 排出ガス処理設備 : 排出する空気を無害化する。
- 集塵装置 : 煤や粉塵を除去する。

## 維持管理
換気設備の維持管理は、居住者などの健康保持に重要なものである。
定期的に清掃を行い、消耗品の取替え、故障部分の修理を行わなければならない。

## 換気設備の設計
換気設備は、必要換気量を満たすように設計しなければならない。